# محمود خوشنام
محمود خوشنام (زاده ۶ اردیبهشت ۱۳۱۴ در تهران – درگذشته ۲۴ اسفند ۱۳۹۹ در آلمان) پژوهشگر و کارشناس موسیقی ایرانی بود. خوشنام پیش از انقلاب ۱۳۵۷ سردبیر ماهنامه رودکی (نشریه‌ای در زمینهٔ موسیقی، هنر و ادبیات) بود. او مدتی نیز سردبیر مجله موسیقی بود. محمود خوشنام صدها مقاله پژوهشی در زمینه موسیقی ایرانی به‌ویژه موسیقی سنتی ایرانی به چاپ رسانده‌است.

## زندگی
محمود خوشنام در ۶ اردیبهشت ۱۳۱۴ در تهران زاده شد. او به غیر از نام اصلی‌اش از نام «هوشنگ خوشنام» نیز استفاده می‌کرد. پدرش در کارخانهٔ قند و شکر کار می‌کرد و با موسیقی نیز آشنا بود (موسیقی را در دوران سربازی‌اش در زمان رضاشاه آموخته بود).
محمود خوشنام پس از دیپلم، به دانشگاه تهران رفت و در دانشکده حقوق به تحصیل علوم سیاسی پرداخت. در سال ۱۳۵۶، کمی پیش از انقلاب، خوشنام برای مدتی به آلمان رفت. ابتدا او مأمور فرهنگی ایران در مونیخ بود و سپس رایزن فرهنگی ایران در شهر بن کشور آلمان شد. در سال ۱۳۵۸ خوشنام به مهاجرت کرد و اگرچه پس از آن به ایران برگشت و تا زمستان ۱۳۵۹ در ایران بود، اما در نهایت به آلمان بازگشت و تحصیلات خود را در دانشگاه فرایبورگ در رشتهٔ جامعه‌شناسی هنر تکمیل کرد.
خوشنام در شهر بن کشور آلمان می‌زیست. او به همراه همسرش، الهه خوشنام، که از گزارشگران فرهنگی است محافل ادبی و موسیقی برگزار می‌کرد که «انجمن آوازه» از آخرین آن‌ها بود و در آن به بزرگداشت سرایندگان و موسیقی‌دانان مشهور ایرانی می‌پرداخت. خوشنام دو دختر به نام‌های آرزو و آوازه داشت.

## کار هنری
محمود خوشنام به گفتهٔ خودش، کار هنری را از سال ۱۳۳۳ و در سن ۱۹ سالگی و با روزنامه‌نگاری انتقادی طنزآمیز با نام مستعار «بی مُخ» آغاز کرد. مطالب طنز وی در مجلهٔ فکاهی توفیق منتشر می‌شدند.
محمود خوشنام پیش از مهاجرت از ایران به آموزش ادبیات فارسی در هنرستان موسیقی ملی تهران مشغول بود و همچنین برای روزنامه‌های کیهان و آیندگان مطلب می‌نوشت.
خوشنام از سال ۱۳۳۸ تا ۱۳۴۰ سردبیر مجلهٔ موزیک ایران بود و از ۱۳۴۰ تا ۱۳۴۴ نیز سردبیر مجلهٔ موسیقی از انتشارات هنرهای زیبای کشور بود. مقاله‌های خوشنام در این ماهنامه شامل گفتگو با پدیدآورندگان آثار موسیقی، نقد کنسرت، بررسی جنبه‌های تاریخی و اجتماعی موسیقی ایران و ترجمهٔ آثار موسیقی‌شناسان خارجی می‌شد.
خوشنام مدتی رئیس بخش روابط عمومی تالار رودکی بود و سپس معاون هنری این تالار و عضو شورای عالی فرهنگ شد. در این زمان بولتنی داخل در تالار رودکی منتشر می‌شد که خوشنام تصمیم گرفت آن را تبدیل به یک نشریهٔ سراسری کند. در سال ۱۳۵۵ او ماهنامهٔ رودکی را بنیانگذاری کرد که توسط انتشارات وزارت فرهنگ و هنر منتشر شد. این نشریه از نشریات اثرگذار در زمینه موسیقی و هنر و ادبیات ایران دانسته می‌شود. برخی از مهم‌ترین نویسندگان هنری و ادبی آن زمان، در نشریهٔ رودکی مطلب منتشر می‌کردند.
پس از مهاجرت به اروپا، خوشنام به همکاری با دویچه وله و رادیو بی‌بی‌سی فارسی، رادیو آزادی و رادیو زمانه پرداخت. از جمله نتایج این همکاری‌ها، برنامهٔ «آوای دوست» بود که در آن به بزرگان موسیقی سنتی ایران پرداخته می‌شد و در سال ۱۳۷۵ به صورت مجموعه‌ای ۱۰ قسمتی توسط رادیوی بی‌بی‌سی فارسی پخش شد. در این دوره، نگاه روشنفکران به موسیقی پاپ فارسی منفی بود اما خوشنام در همین سال‌ها مجموعه‌ای نیز در مورد موسیقی پاپ ساخت که آن نیز به صورت یک برنامهٔ ۱۰ قسمتی توسط رادیوی بی‌بی‌سی فارسی پخش شد. خوشنام عضو هیئت امنای بنیاد داریوش همایون نیز بود.

### کار موسیقی
خوشنام اپرای عروسی فیگارو اثر موتسارت و دختر عاقل از کارل اٌرف را به فارسی ترجمه کرد و در تالار رودکی به صحنه برد. او همچنین یک اپرای کودکان به نام پردیس و پریسا از ساخته‌های لوریس چکناواریان را در سال ۱۳۵۲ به صحنه برد که اولین اپرای کودکان به زبان فارسی بود. خوشنام همچنین در نوشتن اوراتوریوی «سپیده» با امانوئل ملیک آصلانیان همکاری کرد که این اثر در سال ۱۳۵۵ توسط ارکستر سمفونیک تهران به رهبری فرهاد مشکات اجرا شود.
او تلاش زیادی برای آشنایی مردم با موسیقی و اپرا کرد. علاوه بر فعالیت‌های نوشتاری، او در سال‌های پیش از انقلاب در همکاری با ژاله کاظمی برنامه‌ای رادیویی به نام «چهره‌های موسیقی ایران» تهیه و اجرا کرد که در آن با پیشگامان موسیقی ایرانی همچون علینقی وزیری و مرتضی نی‌داوود گفتگو می‌کرد.

### مقاله‌ها و کتاب‌ها
خوشنام مقالات و نقدهای ادبی و هنری بسیاری را در نشریات گوناگون از جمله در نیمروز، کیهان لندن، ایرانشناسی، ایران‌نامه و تلاش به چاپ رساند. اما او تحصیلات تخصصی در موسیقی‌شناسی نداشت لذا در مجلات تخصصی موسیقی‌شناسی مقاله‌ای منتشر نکرد.
در سال ۱۹۹۸ گزیده‌ای از مقالات و مصاحبه‌های خوشنام به صورت کتابی با عنوان در قلمرو موسیقی در سوئد منتشر شد. کتاب مهم دیگر خوشنام، از نجوای سنت تا غوغای پاپ: کندوکاوی در موسیقی معاصر ایران نام دارد که توسط انتشارات فرهنگ جاوید در تهران منتشر شد و تحلیلی جامعه‌شناسانه از آثار موسیقی‌دانان ایرانی به‌شمار می‌رود. این کتاب به خاطر زاویهٔ دیدش قابل اعتنا است. اما از سوی علیرضا میرعلینقی و آروین صداقت‌کیش به خاطر ایرادات تاریخی و محتوایی‌اش مورد نقد قرار گرفته‌است. این اثر همچنین از اندک کتاب‌هایی است که به موسیقی پاپ ایران پرداخته‌است.

### در نگاه دیگران
از خوشنام در کنار ساسان سپنتا و علی‌محمد رشیدی به عنوان آخرین بازماندگان نسل موسیقی‌شناسان پیش از انقلاب ایران شناخته می‌شود. وی یکی از معرفان اصلی موسیقی ایرانی به جامعهٔ فارسی‌زبان اروپا بود، از جمله از طریق پایه‌گذاری «کانون فرهنگی آوازه» در آلمان. تورج اتابکی گفته که خوشنام با پژوهش و نقد موسیقی، جایگاه ویژه‌ای در تاریخ موسیقی ایران برای خود باز کرد.
نقش او در تبدیل نشریهٔ داخلی رودکی به یک نشریهٔ سراسری مورد نقد مثبت دیگران بوده‌است. او این کار را در زمانی انجام داد که دید جریان روشنفکری نسبت به نشریات دولتی منفی بود. با این حال، او توانست با سپردن بخش‌های مختلف به افرادی به گرایش‌های گوناگون این نگاه را کنار زند؛ از جمله، او بخش ادبی را به مهشید امیرشاهی، بخش اندیشه را به داریوش آشوری و بخش سینما را به جمشید ارجمند سپرد.

### نکوداشت
کارهای او در خارج از ایران نیز مورد استقبال اهالی موسیقی بودند. چنان‌که در ۱۹ مهٔ ۲۰۱۸ مجلس نکوداشتی برایش در فرانکفورت برگزار شد و در ۲۳ فوریهٔ ۲۰۱۹ مجلس نکوداشتی برای او در لندن برگزار شد. سخنرانی خوشنام در سال ۱۳۵۷ در برنامهٔ ماهانهٔ کانون فرهنگی کاوه، که بعداً در مجلهٔ کاوه (چاپ مونیخ) منتشر شد، نیز توسط وبگاه گفتگوی هارمونیک دارای ارزش تاریخی قلمداد شده‌است.

## درگذشت
وی در ۲۴ اسفند ۱۳۹۹ و در سن ۸۵ سالگی در شهر بن (آلمان) درگذشت. وی در سال‌های پایانی عمر به بیماری پارکینسون مبتلا بود.